# كريستوفر فوستر
كريستوفر فوستر (27 سبتمبر 1904 في المملكة المتحدة - 4 ديسمبر 1971 في المملكة المتحدة) هو لاعب كريكت ماليزي. لعب مع نادي مقاطعة ورسسترشاير للكريكيت ‏.